# Henry Threadgill
Henry Threadgill (Chicago, 15 de febrero de 1944) es un compositor, saxofonista y flautista estadounidense. Saltó a la fama en la década de 1970 liderando conjuntos arraigados en el jazz pero con instrumentación inusual y a menudo incorporando otros géneros musicales. Ha actuado y grabado con varios conjuntos: Air, Aggregation Orb, Make a Move, Henry Threadgill Sextett de siete integrantes, Society Situation Dance Band de veinte integrantes, Very Very Circus, X-75 y Zooid.
Recibió el Premio Pulitzer de Música 2016 por su álbum In for a Penny, In for a Pound, que se estrenó en Roulette Intermedium el 4 de diciembre de 2014.
En 2023, publicó su autobiografía, escrita con Brent Hayes Edwards: Easy Slip into Another World: A Life in Music. 

## Carrera
Actuó como percusionista en la banda de música de su escuela secundaria antes de comenzar a tocar el saxofón barítono, el saxofón alto y la flauta. Estudió en el Conservatorio Americano de Música de Chicago, con especialización en piano, flauta y composición. Estudió piano con Gail Quillman y composición con Stella Roberts. Fue miembro original de la Experimental Band, precursora de la Asociación para el Avance de los Músicos Creativos (AACM) en su ciudad natal de Chicago, y trabajó bajo la dirección de Muhal Richard Abrams, antes de partir de gira con una banda de góspel. En 1967, se alistó en el ejército estadounidense y tocó con una banda de rock en Vietnam durante la Guerra de Vietnam en 1967 y 1968. Fue dado de alta en 1969.
Después de regresar a Chicago, se unió a los miembros de AACM, el bajista Fred Hopkins y el baterista Steve McCall, en un trío que eventualmente se convertiría en el grupo Air. Se mudó a la ciudad de Nueva York, donde formó su primer grupo, X-75, un noneto formado por cuatro lengüeteros, cuatro bajistas y un vocalista.
A principios de la década de 1980, creó su primer conjunto aclamado por la crítica como líder, el Henry Threadgill Sextet (en realidad un septeto; contaba a los dos bateristas como una sola unidad de percusión), que lanzó tres álbumes en About Time Records. Después de una pausa, formó New Air con Pheeroan akLaff, reemplazando a Steve McCall en la batería, y reformó el Henry Threadgill Sextett (con dos t al final). Los seis álbumes que grabó el grupo presentan algunos de sus trabajos más accesibles, en particular en el álbum You Know the Number. La instrumentación poco ortodoxa del grupo incluía dos bateristas, contrabajo, violonchelo, trompeta y trombón, además del saxofón alto y la flauta de Threadgill. Entre los músicos se encontraban los bateristas akLaff, John Betsch, Reggie Nicholson y Newman Baker; el bajista Fred Hopkins; el violonchelista Diedre Murray; los trompetistas Rasul Siddik y Ted Daniels; el cornetista Olu Dara; y los trombonistas Ray Anderson, Frank Lacy, Bill Lowe y Craig Harris.
Durante la década de 1990, traspasó aún más los límites musicales con su conjunto Very Very Circus. El grupo estaba formado por dos tubas, dos guitarras eléctricas, un trombón o trompa y batería. Con este grupo exploró formas de composición más complejas y altamente estructuradas, ampliando el grupo con percusión latina, trompa, violín, acordeón, vocalistas e instrumentos exóticos. Compuso y grabó con otros instrumentos inusuales, como un cuarteto de flauta (Flute Force Four, un proyecto único de 1990); y combinaciones de cuatro violonchelos y cuatro guitarras acústicas (en Makin' a Move).
Fue contratado por Columbia Records para tres álbumes. Desde la disolución de Very Very Circus, Threadgill ha continuado con sus formas iconoclastas con conjuntos como Make a Move y Zooid. Zooid, actualmente un sexteto con tuba (José Dávila), guitarra acústica (Liberty Ellman), violonchelo (Christopher Hoffman), batería (Elliot Kavee) y bajo (Stomu Takeishi), ha sido el vehículo principal para las composiciones de Threadgill en la década de 2000.
En 2018, compuso el cuarteto de cuerda "Sixfivetwo" para el Kronos Quartet, que grabaron como parte de su proyecto "Fifty for the Future".

## Premios y honores
En 2016, la composición In for a Penny, In for a Pound recibió el Premio Pulitzer de Música.
En julio de 2016, recibió el Premio a la Excelencia en las Artes de los Veteranos de Vietnam de América, en la Conferencia Nacional de Liderazgo de la VVA en Tucson.
"Run Silent, Run Deep, Run Loud, Run High" (dirigida por Hale Smith) y "Mix for Orchestra" (dirigida por Dennis Russell Davies), se estrenaron en la Academia de Música de Brooklyn en 1987 y 1993 respectivamente. Ha recibido encargos de Mordine & Company en 1971 y 1989, del Carnegie Hall para "Quinteto para cuerdas y instrumentos de viento" en 1983 y 1985, el Festival Shakespeare de Nueva York en 1985, Bang on a Can All-Stars en 1995, "Peróxido" encargado por el Miller Theatre de la Universidad de Columbia en 2003 para "Aggregation Orb", un encargo del Talujon Percussion Ensemble en 2008, una pieza "Fly Fliegen Volar" encargada y estrenada en el Festival de Jazz de Saalfelden con la Orquesta Junge Philharmonie de Salzburgo en 2007, una estreno de la pieza "Mc Guffins" con Zooid en el Festival Bienal de Italia en 2004.
En octubre de 2020, el Fondo Nacional de las Artes (NEA) anunció a Threadgill como uno de los cuatro beneficiarios de las becas NEA Jazz Masters, celebradas en un concierto y espectáculo en línea el 22 de abril de 2021. Otorgado en reconocimiento a la trayectoria, el honor se otorga a personas que han hecho contribuciones significativas a esta forma de arte. Los otros ganadores de 2021 fueron Terri Lyne Carrington, Albert "Tootie" Heath y Phil Schaap.

## Vida personal
Nació en Chicago. Estudió piano, flauta y composición en el Conservatorio Americano de Música de Chicago y en la Universidad Estatal de Gobernadores, en University Park, Illinois. Fue miembro de la Banda de Conciertos del Ejército de EE. UU. y sirvió en Vietnam. Está casado con la artista y etnomusicóloga Senti Toy, también conocida como Sentienla Toy Threadgill.

## Discografía

### Como líder colíder
- 1975: Air Song (Why Not)
- 1976: Air Raid (Why Not)
- 1977: Live Air (Black Saint)
- 1977: Air Time (Nessa)
- 1978: Open Air Suit (Arista/Novus)
- 1978: Montreux Suisse (Arista/Novus)
- 1979: Air Lore (Arista/Novus)
- 1980: Air Mail (Black Saint)
- 1982: 80° Below '82 (Antilles)
- 1983: Live at Montreal International Jazz Festival (as New Air) (Black Saint)
- 1986: Air Show No. 1 (como New Air con Cassandra Wilson) (Black Saint)

X-75
- 1979: X-75 Volume 1 (Arista/Novus)

Sexteto de Henry Threadgill
- 1982: When Was That? (About Time)
- 1983: Just the Facts and Pass the Bucket (About Time)
- 1984: Subject to Change (About Time)
- 1987: You Know the Number (Arista/Novus)
- 1988: Easily Slip Into Another World (Arista/Novus)
- 1989: Rag, Bush and All (Arista/Novus)

Very Very Circus
- 1990: Spirit of Nuff...Nuff (Black Saint)
- 1991: Live at Koncepts (Taylor Made)
- 1993: Too Much Sugar for a Dime (Axiom)
- 1993: Song Out of My Trees (Black Saint)
- 1994: Carry the Day (Columbia)
- 1995: Makin' a Move (Columbia)

Make a Move
- 1996: Where's Your Cup? (Columbia)
- 2001: Everybodys Mouth's a Book (Pi)

Zooid
- 2001: Up Popped the Two Lips (Pi)
- 2005: Pop Start the Tape, StoP (Hardedge)
- 2009: This Brings Us to Volume 1 (Pi)
- 2010: This Brings Us to Volume 2 (Pi )
- 2012: Tomorrow Sunny / The Revelry, Spp (Pi)
- 2015: In for a Penny, In for a Pound (Pi)
- 2021: Poof (Pi)

Ensemble Double Up
- 2016: Old Locks and Irregular Verbs (Pi)
- 2018: Double Up, Plays Double Up Plus (Pi)

14 or 15 Kestra: Agg
- 2018: Dirt… And More Dirt (Pi)

Conjunto de Henry Threadgill
- 2023: The Other One (Pi)

### Como acompañante
Con Muhal Richard Abrams
- Young at Heart/Wise in Time (1969)
- 1-OQA+19 (1977)

Con Anthony Braxton
- For Trio (Arista, 1978)

Con Chico Freeman
- Morning Prayer (Whynot, 1976)

Con Roscoe Mitchell
- Nonaah (Nessa, 1977)
- L-R-G / The Maze / S II Examples (Nessa, 1978)

Con Frank Walton
- Reality (1978)

Con David Murray
- Ming (1980)
- Home (1981)
- Murray's Steps (1982)

Con Material / Bill Laswell
- Memory Serves (1981)
- The Third Power (1991)

Con Sly y Robbie / Bill Laswell
- Rhythm Killers (1987)

Con Carlinhos Brown / Bill Laswell
- Bahia Black: Ritual Beating System (1991)

Con Leroy Jenkins
- Themes &amp; Improvisations on the Blues (1992)

Con Kip Hanrahan
- Darn It! (1992) with Paul Haines
- A Thousand Nights and a Night (Shadow Night – 1) (1996)

Con Billy Bang
- Hip Hop Be Bop (1993) with Craig Harris
- Vietnam: Reflections (2005)

Con Sola
- Blues in the East (1994)

Con Abiodun Oyewole
- 25 Years (1996)

Con Flute Force Four (Threadgill, Pedro Eustache, Melecio Magdaluyo, James Newton)
- Flutistry (1990, released 1997)

Con Douglas Ewart
- Angles of Entrance (1998)

Con Jean-Paul Bourelly
- Boom Bop (2000)
- Trance Atlantic – Boom Bop II (2001)

Con Ejigayehu "Gigi" Shibabaw
- Gigi (2001)

Con Lucky Peterson
- Black Midnight Sun (2002)

Con Dafnis Prieto
- Absolute Quintet (2006)

Con Wadada Leo Smith
- The Great Lakes Suites (2012, relanzado en 2014)
- The Chicago Symphonies (2021)

Con Jack DeJohnette
- Made in Chicago (ECM, 2013 [2015]) con Muhal Richard Abrams, Larry Gray y Roscoe Mitchell